# Settimo concerto per orchestra (Petrassi)
Il Settimo concerto per orchestra è una composizione di Goffredo Petrassi scritta nel 1964-65

## Storia della composizione
Tra le opere di Petrassi, il Settimo concerto per orchestra si distingue per la sua singolare origine in quanto non nacque come composizione appositamente scritta; costituì infatti il risultato della trasformazione di un precedente lavoro del maestro, il Prologo e cinque invenzioni concepito nel 1961-62 su richiesta della Junior Symphony Orchestra di Portland (USA). In un seminario di composizione tenutosi a Siena nel mese di agosto 1976, Petrassi spiegò le ragioni che lo avevano indotto a ripudiare l’opera (eseguita per la prima volta a Portland il 17 novembre 1962 sotto la direzione di Jacob Avshalomov): «Scrissi il pezzo pensando di esaltare le varie categorie dell’orchestra … me ne fu mandata una registrazione, l’ascoltai, la trovai orribile …  Dopo un po’ di riflessione ripresi tutto il materiale, lo riorganizzai, e così è nato il Settimo Concerto, nel quale però è rimasta la traccia della forma iniziale, tanto che lo si potrebbe dire un pezzo quasi didattico, scritto apposta per esaltare le possibilità dell’orchestra e portare gli strumenti ad un certo livello di virtuosismo». 
Il Settimo concerto fu portato a termine nel 1964 dopo un accurato lavoro di rielaborazione del materiale originario; Petrassi volle dedicarlo alla Prima Rassegna di Musiche per la Resistenza tenutasi a Bologna, dove si ebbe la prima esecuzione dell’opera il 16 marzo 1965, diretta da Piero Bellugi. 
Nelle conversazioni con Luca Lombardi, il maestro spiegò le ragioni della dedica: «Io avevo fatto questo Settimo Concerto, ricomposto, e attendevo di collocarlo quando ricevetti le pressioni di Bucchi e di Nono per dare un pezzo in prima esecuzione a quella Rassegna. Io dico: ho questo pezzo, questo Concerto, che nulla ha a che vedere col tema della Rassegna, ma mi dicono: - Assolutamente vogliamo che tu dia un pezzo - e allora ho ceduto alle loro sollecitazioni, anche perché mi faceva piacere di partecipare a un assunto di quel genere».

## Struttura della composizione
Del precedente lavoro è rimasta nel Settimo Concerto la struttura, ripartita in un Prologo seguito da quattro movimenti e un Epilogo conclusivo. Il passaggio da un movimento al successivo avviene senza pause, rendendo pertanto difficile al comune ascoltatore avvertire l’inizio di ciascuno.
Il Concerto rientra tra quei lavori come il Trio per arpa, chitarra e mandolino (1962), Tre per sette (tre esecutori per sette strumenti a fiato, 1964) ed Estri per quindici esecutori (1967) nei quali Petrassi si è accostato progressivamente alla problematica dell’avanguardia, accentuando la tendenza verso un certo astrattismo che era da tempo latente nella sua creatività e che ha condotto il compositore romano a definire un vero e proprio «terzo stile» in cui si annullano le alternative tra lirismo soggettivo e drammaticità rappresentativa che avevano contrassegnato le fasi iniziali della sua attività creativa. Studiosi come Mario Bortolotto e Boris Porena hanno individuato le caratteristiche dell’astrattismo di Petrassi in un estenuarsi della figura musicale in un segno di cui si è perduto il senso. Anche gli schemi seriali sono stati sempre più di frequente superati, a cominciare dalla Serenata per flauto, viola, contrabbasso, clavicembalo e percussione del 1958, mentre nel Trio per violino, viola e violoncello (1959) si manifesta un procedere della vicenda sonora senza più l’appoggio di riconoscibili temi ricorrenti.
Nel Settimo Concerto, per ciascun movimento Petrassi ha scelto un diverso organico strumentale. Nel Prologo suona l’orchestra al completo, mentre il Primo è per archi, ottoni e timpani, il Secondo per legni e percussione (3 piatti, 2 gong, 2 tamburi, 3 block), il Terzo per archi, xilomarimba e percussione; nel Quarto e nell’Epilogo ritorna l’intera orchestra . Peraltro, il rifiuto della dialettica tematica non va inteso come una scelta che va a scapito dell’unità nella composizione; pur nell’astrattezza linguistica, Petrassi non abbandona in alcun modo l’idea di concerto, con la sua intrinseca qualità del virtuosismo e della contrapposizione tra le varie sezioni e i timbri orchestrali. Giacomo Manzoni arriva a considerare il Settimo Concerto uno dei lavori più alti del suo autore che qui si rivela «all’apice della fantasia e del magistero compositivo». 
- Dopo il Quarto, tutti i successivi Concerti di Petrassi iniziano pianissimo; nel Prologo i primi suoni isolati degli strumenti a fiato nel registro grave (clarinetto basso, fagotti, controfagotto, corni) risultano quasi impercettibili all’ascolto (in sede di concerto il pubblico si rende conto che il brano è incominciato per il solo fatto dell’aver visto il direttore alzare la bacchetta!); seguono un rullare dei timpani sempre in pianissimo, una nota isolata del flauto e un motivo discendente di tre note di contrabbasso, l’ultima delle quali, crescendo, porta a un fortissimo degli ottoni echeggiato dai legni. Ha inizio quella che Massimo Mila definisce una «atomica deflagrazione dell’orchestra», ma all’attenzione del pubblico si impone un elemento caratteristico della musica di Petrassi, già incontrato nel Sesto Concerto, che consiste nell’oscillazione (quasi un trillo lento) di bicordi dei corni, poi delle trombe e successivamente dei clarinetti (con sottofondo di note lunghe degli archi e di sommessa punteggiatura di percussione); è un passo che ritornerà più avanti, specialmente nell’Epilogo.

- Il passaggio dal Prologo al Primo è contrassegnato con evidenza da una nota dei timpani ripetuta 14 volte in crescendo fino all’entrata degli ottoni (nell’ordine basso tuba, tromboni, trombe, corni), in cui i timpani inseriscono un programmatico intervallo di settima, insistendovi poi ripetutamente e alternandolo con un intervallo di nona. Alle sonorità dei timpani si affiancano gli archi raggruppati in masse compatte e si ode il ritorno del trillo lento già udito nel Prologo (ma qui un po’ più stretto perché in terzine di semicrome, mentre nel Prologo era un ritmo pari di crome), eseguito dai quattro corni divisi, poi dai tromboni, poi dalle trombe e infine ancora dai corni, come un’eco. Si ha il ritorno dei timpani con i loro intervalli di settima e nona sopra l’etereo motivo degli archi, poi è la volta di un episodio di grande complessità strumentale che vede da una parte gli ottoni (corni, trombe, tromboni) suonare tutti divisi in quattro parti e dall’altra gli archi altrettanto divisi che formano come un’eco dinamicamente distante. Dopo un suggestivo passaggio di trombe lontane, emergono isolati gli archi; è un momento singolare nel Primo, dove a dominare sono le energiche sonorità degli ottoni che confinano gli strumenti a corda a un ruolo di accompagnamento o di eco. Qui gli archi descrivono un’arcuata linea discendente, anticipando un elemento che avrà grande importanza nel successivo episodio; gli ottoni ritornano tuttavia in primo piano con quello che pare un bisticcio tra le trombe.

- Un intervento dei timpani isolati conduce al successivo passaggio affidato ai legni (clarinetti, flauti e ottavino) che porta al Secondo, in cui il sinuoso inciso preannunciato dagli archi nel precedente movimento viene trattato dai legni (flauti e clarinetti, cui si aggiungono presto oboi e fagotti) con dovizia di artifici contrappuntistici. Particolarmente interessante è un passo in cui, una volta terminata la girandola di giravolte, vortici e mulinelli sonori di fagotti e oboi, prima l’ottavino e i flauti, poi i clarinetti nel registro grave procedono a dipanare il filo di un discorso melodioso cui fanno da sfondo la percussione e l’arpa.

- Segue un breve intermezzo di percussione (piatti, gong, tamburo, cassa chiara, block) e arpa fin quando un tremolo di quest’ultima conduce al Terzo, nel quale si libera la tensione lirica degli archi (che avevano taciuto nel precedente episodio) e trova spazio un assolo di xilomarimba che richiede all’esecutore una somma perizia tecnica, a testimonianza del crescente interesse di Petrassi nei confronti degli strumenti a percussione. Nel corso della cadenza si ha la frequente alternanza dell’uso di bacchette dure con quello delle bacchette di gomma, che conferisce all’esecuzione un particolare effetto timbrico. La cadenza di xilomarimba si divide in due parti, essendo inframmezzata da un intermezzo degli archi dove si rivela il metodo seriale di Petrassi, assolutamente personale con le sue differenze dalla dodecafonia ortodossa e con la libertà di non sottostare all’obbligo di stretta identità degli intervalli, in ossequio alle esigenze di struttura melodica. Dopo l’intermezzo, riprende la cadenza della xilomarimba, presto non più sola ma accompagnata dagli archi uniti nell’esecuzione di un accordo pentatonale, di una nota per ciascuno degli strumenti divisi per la durata di otto battute, alla cui uscita, osserva il Mila, emerge (fortissimo) una figura sinuosa che costituisce la matrice di tutto il Settimo Concerto.

- Come a voler preparare il passaggio al completo organico orchestrale del Quarto,  l’intera sezione delle percussioni (timpani compresi) emerge a fornire il ponte verso il successivo movimento, che a sua volta incomincia appunto con i suoni di percussione. Con il Quarto (così come con l’Epilogo) cessa la suddivisione per sezioni separate e ha inizio la fase in cui tutte le sezioni si riuniscono in parità d’impiego e d’importanza. Se il Terzo può essere considerato (mutatis mutandis) come l’Adagio del Settimo Concerto, il Quarto è uno Scherzo formato da suoni fulminei e figure instabili, data la loro natura fugace. Si assiste a una sequela vivacissima di suoni separati, frequentemente bilanciati, di cui uno nel registro grave e un altro in quello acuto. L’atematismo è totale e si procede per punti, blocchi o fasce, in ogni caso per aggregati assai brevi ed elementari. Si procede, praticamente, a riepilogare tutto il materiale già utilizzato nei movimenti precedenti, mentre gli artifici contrappuntistici si confondono tra la ricchezza dei valori timbrici. Gli archi procedono a un fitto lavoro di imitazione e inversione che conduce a un vigoroso intervento dei fiati con la percussione. Poco più avanti sono di nuovo i violini a intervenire con un motivo rotatorio che si ripete in modo ossessivo, poi è la volta dei fiati e dei concertini della batteria. Poco prima della conclusione fa la sua apparizione una nuova figura costituita di due note, di cui la prima «staccata» e la seconda prolungata, annunciata dai legni su un intervallo di terza. Seguono reminiscenze del Primo a opera degli archi, poi è la volta di rapidi ghirigori di legni e archi, finché questi ultimi puntano rapidamente in alto trascinandosi appresso dapprima un flauto, poi (per entrate successive) le sezioni dell’intera orchestra fino a portare il Quarto alla sua conclusione, proclamata da un fortissimo unisono.

- L’Epilogo si presenta diradato e statico, tanto quanto il Quarto è stato rapidissimo e instabile. Si ha il ritorno di materiale del Prologo, come la discesa di bicordi lenti dei legni doppiati da accordi di archi (viole e violoncelli) divisi. Ai lunghi suoni acuti dei violini fa contrasto un inciso di tre note gravi che appare a tratti, prima in senso discendente da parte del basso tuba, poi in senso ascendente dei tromboni. La sonorità diminuisce fino al limite della soglia uditiva nell’episodio affidato agli archi che precede la conclusione, costituita da due fortissimi accordi dissonanti secondo uno scaglionamento a bilancia dal grave all’acuto: prima sono i legni e i corni con arpa e archi, poi gli ottoni con un forte colpo di timpano[1].

## Discografia parziale
- BBC Symphony Orchestra, Zoltán Peskó (Warner Fonit)
- Netherlands Radio Symphony Orchestra, Arturo Tamayo (Stradivarius)